# Eagle Island (Antarktyka)
Eagle Island – wyspa na Morzu Weddella w cieśninie Prince Gustav Channel na wschód od północno-wschodniego krańca Półwyspu Antarktycznego.

## Geografia
Wyspa na Morzu Weddella w cieśninie Prince Gustav Channel na wschód od północno-wschodniego krańca Półwyspu Antarktycznego (przylądka Trinity Peninsula) . Największa w grupie pięciu wysp (Egg Island, Tail Island, Eagle Island, Corry Island i Vortex Island – ma ok. 8 km długości i 6,5 km szerokości. Najwyższe wzniesienie wyspy, w jej północno-wschodniej części, sięga 560 m n.p.m., pod szczytem wiele piargów. Północ wyspy pozbawiana jest lodu, wyjątkiem jest niewielki lodowiec w jej środkowej części. Południe wyspy skrywa kopuła lodowa na wysokości 150–300 m n.p.m.
Latem 2019/2020, kiedy padły rekordy wysokich temperatur w regionie Trinity Peninsula, doszło do trzech okresów intensywnego topnienia śniegu: w listopadzie 2019 roku, styczniu 2020 roku i w dniach 6–11 lutego 2020 roku. Podczas tego ostatniego epizodu Eagle Island utraciła 106 mm śniegu – ok. 20% śniegu zakumulowanego w sezonie zimowym.  

## Historia

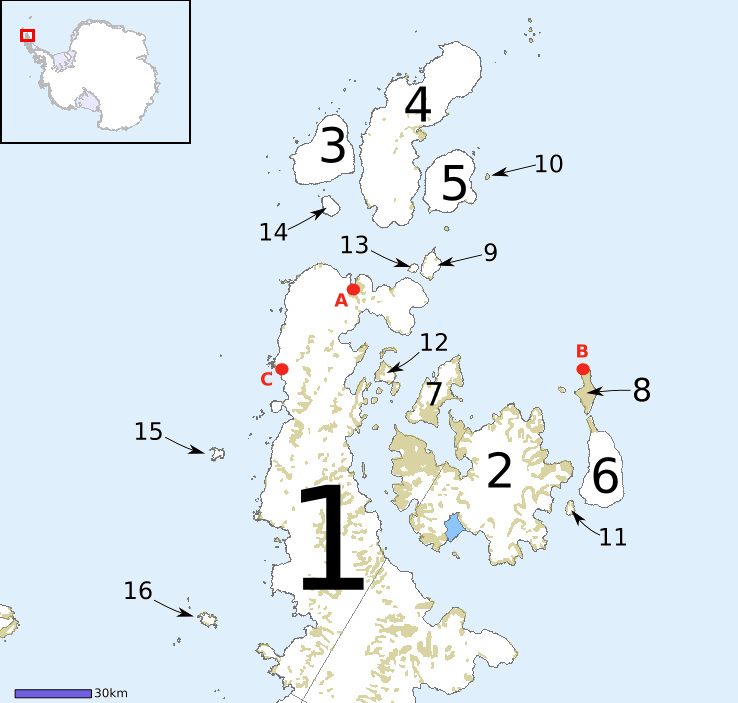
1 – Półwysep Antarktyczny; 2 – Wyspa Jamesa Rossa; 3 – D'Urville Island, 4 – Joinville Island; 5 – Dundee Island; 6 – Snow Hill Island; 7 Vega Island; 8 – Seymour Island; 9 – Andersson Island; 10 – Paulet Island; 11 – Lockyer Island; 12 – Eagle Island; 13 – Jonassen Island; 14 – Bransfield Island; 15 – Astrolabe Island; 16 – Tower Island; A – stacja w Zatoce Nadziei, B – stacja Marambio, C – stacja General Bernardo O’Higgins

Wyspa została odkryta w okresie 1902–1903 przez Szwedzką Wyprawę Antarktyczną po kierownictwem szwedzkiego geologa Otto Nordenskjölda (1869–1928), lecz nie została uznana za wyspę . 
Teren został zbadany w 1945 przez Falkland Islands Dependencies Survey (FIDS) – wyprawa stwierdziła jego charakter wyspiarski i nazwala na cześć swojego statku ekspedycji „Eagle” .